# Chris Hero
Chris Spradlin (* 24. Dezember 1979 in Dayton, Ohio) ist ein US-amerikanischer Wrestler. Er wurde vor allem unter seinem Ringnamen Chris Hero bekannt.
Spradlin trat regelmäßig für die Promotionen Combat Zone Wrestling, IWA Mid-South und IWA Texas/ACW an. Aber auch für etablierte Promotionen wie Ring Of Honor sowie für Pro Wrestling NOAH stieg er in den Ring.

## Geschichte

### Vorgeschichte
Spradlin ist der Sohn eines US-Amerikaners und einer Deutschen. Er ist in der Independent-Szene aktiv und startete seine Karriere am 12. September 1998 im Alter von 18 Jahren unter dem Gimmick des Wife Beater. An diesem Tag hatte er sein Debütmatch bei Unified Championship Wrestling in Xenia, Ohio. Sein damaliger Gegner war „Heart Throb“ Halsey, der siegreich blieb.
Bereits 1999 kam es zu einem Gimmickwechsel. Eine Frauenorganisation zwang ihn zu diesem Schritt, als in einer TV-Show dieser Showcharakter kontrovers diskutiert wurde. So trat er kurzfristig unter dem neuen Ringnamen Chris Hyro an.

### Die Zeit in der NWA und der IWA Mid-South
Am 25. September 1999 debütierte Chris Spradlin in Charlotte, North Carolina als Chris Hero in der National Wrestling Alliance, als er bei der NWA World Junior Heavyweight Title #1 Contendership Battle Royal eingesetzt wurde. Am 30. Oktober 1999 trat er in einem Turnier in North Versailles, Pennsylvania an, das von der NWA East und der Pittsburgh Wrestling League veranstaltet wurde. In diesem Match konnte Spradlin siegreich bleiben.
Am 1. Juli 2000 trat Chris Spradlin erstmals für die IWA Mid-South in den Ring, als er in Charlestown, Indiana bei IWA MS @ House of Hardcore antrat und gegen seinen Kontrahenten Jerry Palmer verlor.
In der Zeit zwischen Juli und Oktober 2000 wechselten sich Spradlins Einsätze in der NWA East und der IWA Mid-South regelmäßig ab. Am 7. Oktober trat er erstmals in der Championship Wrestling Federation in Monessen, Pennsylvania bei deren Debütveranstaltung auf. Nach diesem Auftritt folgten weitere in verschiedenen NWA-Affiliates und IWA MS.
Am 23. November 2000 trat Chris Spradlin in der IWA Mid-South gegen Sabu um den NWA World Title an und unterlag.
Nach diesem Match war Spradlin bis zum 13. April 2001 ausschließlich bei der IWA MS unter Vertrag. Dort konnte er am 20. Oktober zum ersten Mal den World-Titel der Promotion gewinnen und für 46 Tage halten.

### Zeit in der Independent-Szene
Am 13. April 2001 nahm er an einem Turnier des International Wrestling Cartels in McKees Rocks, Pennsylvania teil und am 25. August des gleichen Jahres hatte Spradlin eine Verpflichtung bei Independent Wrestling Revolution.

Am 20. Oktober 2001 konnte Chris Spradlin seinen ersten Titelgewinn verbuchen, als er in der IWA Mid-South seinen Kontrahenten Trant Baker um den Titel besiegte. Es folgten zahlreiche Titelverteidigungen in der IWA MS. Erst am 5. Dezember 2001 musste Spradlin den Titel an CM Punk abtreten, als er bei IWA MS @ Knights Of Columbus in Indianapolis, Indiana gegen diesen verlor.
Nach einigen Auftritten bei IWA MS erfolgte am 25. Januar 2002 Spradlins Debüt bei Insane Wrestling Federation in Dearborn, Michigan.

### Erste Auslandseinsätze
Chris Spradlin begann im Jahr 2002 sich global zu betätigen. So nahm er eine Verpflichtung für die in Deutschland beheimatete Promotion westside Xtreme wrestling an. Für diese Promotion nahm er am 3. Februar 2002 an einem Turnier in Nürnberg an. Am 7. April 2002 trat Spradlin für Freestyle Championship Wrestling in Ede, Niederlande an und am 13. April stand er in Essen bereits wieder für wXw im Ring.
Im Mai 2002 wurde Chris Spradlin wieder von einer US-amerikanischen Promotion verpflichtet, als er am 5. Mai für die Premier Wrestling Federation in den Ring stieg. Bereits am 11. Mai 2002 trat Spradlin erstmals für die Promotion Combat Zone Wrestling an und am 25. Mai hatte er seine erste Verpflichtung für CHIKARA Pro. Seit dem Juni 2002 war Spradin erneut für eine längere Zeit bei IWA Mid-South verpflichtet, die nur für wenige Auftritte bei der NWA, CZW und dem International Wrestling Cartel unterbrochen wurde.
Am 12. Juli konnte Chris Spradin in Clarksville, Indiana zum zweiten Mal die IWA MS World Heavyweight Championship erringen und nun für 85 Tage halten, bevor er diesen am 5. Oktober an M-Dogg 20 abtreten musste.

### Spradlin als wXw- und IWA MS-Champion
Am 7. Februar 2003 konnte Spradlin erneut den IWA-Titel erringen und diesen nun für 120 Tage halten.
Am 14. Februar 2003 trat Spradlin erstmals für die Promotion Xtreme Pro Wrestling in den Ring und bereits etwas später war er wieder in der deutschen Wrestling-Szene aktiv.
Am 1. März 2003 trat Chris Spradlin eine Verpflichtung bei westside Xtreme wrestling an, die mit dem Gewinn des wXw Heavyweight Title ihre Krönung fand. Diesen deutschen Titel durfte er für 252 Tage halten und da Spradlin diesen auch in den USA verteidigte, wurde der Titel dadurch zum World-Titel aufgewertet. Am 8. November 2003 trat Spradlin den wXw-Titel in Salem, Indiana an Alex Shelley ab.

### Erste Auftritte bei TNA und Erfolge in der Independent-Szene
Am 2. Juli 2003 hatte Spradlin seinen Debütauftritt bei Total Nonstop Action Wrestling und bereits am 5. Juli nahm er an einem Turnier teil, das von CHIKARA Pro ausgerichtet wurde.
Nachdem die IWA MS ihren World-Titel für vakant erklärte, konnte Spradlin diesen am 12. Juli 2003 zum vierten Mal erringen, als er in Clarksville, Indiana seinen Kontrahenten Danny Daniels besiegen durfte. Bereits einen Tag später, am 13. Juli, errang Spradlin zusätzlich den XICW Intense Title von Xtreme Intense Championship Wrestling in Warren, Michigan. Doch bereits am 2. August 2003 musste Spradlin seinen IWA-Titel nach 21 Tagen an Daniels antreten, da er nun Titelinhaber einer Promotion war, die nicht mit der IWA Mid-South zusammenarbeitete.

### Erneute Verpflichtungen in Europa
Am 11. Oktober 2003 trat Chris Spradlin für die European Wrestling Association in Leoben, Österreich an und wenig später, am 18. Oktober, hatte er einen Auftritt bei German Stampede Wrestling. Am 20. Oktober kämpfte Spradlin für die in Großbritannien beheimatete Promotion All-Star Wrestling.
Im Anschluss daran ging er wieder in die Staaten zurück und trat nun erneut für die Promotionen IWA Mid-South, Total Nonstop Action Wrestling, Combat Zone Wrestling und dem International Wrestling Cartel an. Danach folgten erneut Stationen bei All-Star Wrestling in Großbritannien und 2004 bei Major League Wrestling.
Am 24. Januar 2004 trat Spradlin erstmals bei Pro Wrestling Guerrilla an und danach folgten erneute Auftritte in Europa bei All-Star Wrestling und der wXw.
Am 6. März 2004 war Spradlin bei der in Großbritannien beheimateten Promotion Garage Pro Wrestling verpflichtet und konnte dort die GPW International Championship gewinnen und 225 Tage halten. Am 17. Oktober 2004 trat er den Titel an TJ Caine ab.

### Erneute Verpflichtung bei der NWA
Chris Spradlin nahm am 1. Mai 2004 am CZW Iron Man Championship Tournament in Philadelphia, Pennsylvania teil und durfte dieses auch für sich entscheiden. Diesen Titel hielt er 224 Tage. Am 14. Mai tauchte Chris Spradlin nach langer Zeit wieder bei der National Wrestling Alliance auf, als er nun bei deren Affiliate „NWA No Limits“ in Rock Islands, Illinois antrat.
Am 5. Juni 2004 wurde er für die NWA Florida verpflichtet und am 22. Juni trat er bei der Heartland Wrestling Association in Evendale, Ohio auf. Bis September 2004 tourte Chris Spradlin durch die Independent-Szene. Am 5. September hatte er dann einen Auftritt bei Cleveland All-Pro Wrestling in Cleveland, Ohio.
Seinen ersten Auftritt für die IWA East-Coast hatte er am 6. April 2005, als er bei einem Turnier in Dunbar, West Virginia teilnahm. Dort wurde er zum ersten IWA EC Heavyweight Champion der Promotion und er konnte diesen Titel 588 Tage halten. Erst am 15. November 2006 trat er den Titel an Jerry Lynn ab. Bereits am 16. Oktober 2005 trat Spradlin in Großbritannien bei Futureshock Wrestling auf und bereits einen Tag später, am 17. Oktober, bei der ebenfalls in Großbritannien beheimateten Promotion Garage Pro Wrestling.
Am 26./28. Oktober 2004 nahm Chris Spradlin bei einem Turnier der niederländischen Promotion New Blood Wrestling teil und am 29./30. Oktober war er erneut in Großbritannien tätig, als er bei Wrestle Zone Wrestling antrat. Am 1. November 2004 hatte er dann eine Verpflichtung bei British Championship Wrestling. Am 4. Dezember 2004 hatte Chris Spradlin eine Verpflichtung bei der neuaufgestellten NWA France. Bereits eine Woche später tourte er wieder durch die US-amerikanische Independent-Szene. Erst am 5. Mai 2005 war Spradlin wieder in Europa, als er bei einem Turnier der NWA France und am 6. Mai bei westside Xtreme wrestling antrat.

### CZW/CHIKARA Wrestle Factory
Am 21. Juli 2005 trat Chris Sprandlin bei CZW/CHIKARA Wrestle Factory auf, wo er mit Claudio Castagnoli und Gran Akuma gemeinschaftlich als Kings Of Wrestling antrat.
Spradlin wurde am 14. August des gleichen Jahres erstmals bei Ballpark Wrestling in Rochester, New York verpflichtet. Bereits am 27. des gleichen Monats trat er auch in Schübelbach, Schweiz bei der IWA Switzerland an. Am 3. September 2005 hatte Spradlin erneut eine Verpflichtung bei wXw in Deutschland.

Nachdem Chris Spradlin eine ganze Zeit lang in den bekannten Promotionen IWA MS, CZW, NWA usw. getourt war, konnten Claudio Castagnoli und er am 10. September 2009 die Tag-Team-Titel von Combat Zone Wrestling erringen und 154 Tage halten.
Am 26. November 2005 hatte Spradlin in Berwyn, Illinois seine erste Verpflichtung bei AAW: Professional Wrestling Redefined. Etwas später, am 17. Dezember, hatte er dann sein Debüt bei Future Championship Wrestling in Großbritannien.
Am 28. Januar 2006 hatte Spradlin einen Auftritt bei Pro Wrestling Elite in Booton, New Jersey.

Am 26. Februar 2006 errangen Claudio Castagnoli und Spradlin in Philadelphia, Pennsylvania die CHIKARA Campeonatos de Parejas Championship und konnten diese für 264 Tage halten.

### Erste Auftritte in Mexiko, Kanada und Italien
Nachdem sich Chris Spradlin in der US-amerikanischen Independent-Szene einen Namen gemacht hatte, verpflichtete er sich für ein Turnier in Mexiko, das am 4. März 2006 stattfinden und von Toryumon Mexico veranstaltet werden sollte. Dort trat er gegen Claudio Castagnoli an und konnte diesen auch besiegen.
Am 28. April 2006 hatte Chris Spradlin sein Debütmatch bei UWA Hardcore Wrestling in Mississauga, Ontario. Nur einen Tag später stand er in Staunton, Virginia für ein Entwicklungsterritorium von TNA, Ward Hebner Entertainment, im Ring.
Am 13. Mai 2006 konnte er in Philadelphia, Pennsylvania bei CZW den dortigen World-Titel erringen und für 119 Tage halten. Am 21. Mai 2006 debütierte Spradlin im italienischen Villacidro bei Italian Championship Wrestling, nachdem er am 13. Mai in Philadelphia, Pennsylvania erneut den World Title von Combat Zone Wrestling errang.
Am 27. Juli 2006 hatte Chris Spradlin seine erste Verpflichtung bei One Pro Wrestling in Hull, Großbritannien.

### Ring Of Honor
Langsam wurde auch die größte Independent-Promotion, die neben der TNA bestand, auf Chris Spradlin aufmerksam. So hatte Spradlin am 12. August 2006 im englischen Liverpool sein Wrestling-Debüt für Ring Of Honor.
Am 1. September 2006 debütierte er in San Francisco für die englische Promotion ChickFight. Bereits 14 Tage später, am 13. September, hatte Chris Spradlin in Philadelphia, Pennsylvania eine Verpflichtung bei Pro Wrestling Xplosion. Aber bis auf wenige Ausnahmen trat er nun hauptsächlich für ROH in den Ring. So errangen Claudio Castagnoli und er am 16. September 2006 in New York City, New York die ROH World Tag Team Title und konnten diese erst einmal für 70 Tage halten. Am 14. Oktober 2006 errangen beide für 28 Tage die Tag-Team-Titel der CZW zum zweiten Mal.

### Erste Verpflichtung bei japanischen Promotionen
Am 20. Januar 2007 debütierte Chris Spradlin bei der in Rahway, New Jersey beheimateten Promotion Jersey All Pro Wrestling. Doch dieses war erneut nur ein Auftreten in der Independent-Szene Amerikas. So verpflichtete er sich überraschend für einige Auftritte bei der in Tokio, Japan beheimateten Promotion Pro Wrestling NOAH. Dort nahm er in der Zeit zwischen dem 17. Februar und dem 4. März an Turnieren dieser Promotion teil. Diesen Auftritten folgte am 18. März ein Turnier der deutschen wXw.
Nach seiner Rückkehr in die Vereinigten Staaten hatte er am 15. April 2007 einen Auftritt in Youngstown, Ohio. Dort debütierte er bei Championship Wrestling Experience.

### Jeff Peterson Memorial Cup 2007 und ACW/IWA Texas
In der Zeit zwischen dem 13. und 14. Juli 2007 war Chris Spradlin in Florida Teilnehmer des Jeff Peterson Memorial Cup, den er als Sieger verlassen durfte. Bereits am 29. Juli stand Spradlin in San Antonio, Texas für die Promotion Anarchy Championship Wrestling im Ring.
Am 4. August 2007 wurde Spradlin für Insanity Championship Wrestling und am 7. August für XCW Wrestling Mid-West verpflichtet. Am 30. September 2007 hatte er in Cleveland, Ohio einen Auftritt für Absolute Intense Wrestling.

### Erneute Verpflichtung in Deutschland
Im Herbst 2007 fand es Spradlin an der Zeit, wieder einmal in Deutschland anzutreten. So nahm er dort einige Verpflichtungen an. Am 23. November debütierte er in Winsen/Luhe, Niedersachsen für Catch Wrestling Norddeutschland und er trat erneut für westside Xtreme wrestling und German Stampede Wrestling an. Dort errang er am 24. November in Oberhausen zusammen mit Marc Roudin die Tag-Team-Titel. Beide konnten den Titel für 210 Tage halten und mussten diesen erst am 22. Juni 2008 an Absolute Andy und Steve Douglas abtreten.
Am 25. November 2007 nahm er auch einen Termin in Großbritannien wahr, der von International Pro Wrestling United Kingdom veranstaltet wurde. Im Anschluss daran fanden wieder Auftritte in der US-amerikanischen, englischen und japanischen Wrestling-Szene statt. So trat er beispielsweise am 2. Juli 2008 bei Ohio Valley Wrestling an. Am 6. Juli 2008 errang Spradlin in Reseda, California den World Title von Pro Wrestling Guerrilla und hielt diesen nun 426 Tage. Erst am 4. September 2009 trat er diesen an Bryan Danielson ab.
Am 20. Juli 2008 debütierte er bei Velocity Pro Wrestling in Philadelphia, Pennsylvania.

### Full Impact Pro und EVOLVE Wrestling
Am 28. März 2009 debütierte Chris Spradlin in Florida bei Full Impact Pro, bevor wieder ein Aufenthalt in Japan folgte. Am 13. März 2010 hatte er einen Auftritt bei EVOLVE Wrestling in New Jersey. Am 10. April des gleichen Jahres nahm Spradlin am letzten Turnier von German Stampede Wrestling teil.
Am 20. März 2010 konnten Claudio Castagnoli und Chris Spradlin in Easton, Pennsylvania zum zweiten Mal die CHIKARA Campeonatos de Parejas Championship erringen und bereits am 3. April 2010 konnten beide in Charlotte, North Carolina ebenso die ROH Tag Team Title zum zweiten Mal holen.

### WWE (2012–2013)
Im Februar 2012 unterschrieb Spradlin einen Entwicklungsvertrag bei der WWE. Er trat zunächst in der hauseigenen Farmliga Florida Championship Wrestling (FCW) unter dem Namen Kassius Ohno auf. Nach der Umbenennung der Liga von FCW zu NXT Wrestling war er dort wöchentlich zu sehen. Spradlin wurde am 9. November 2013 von der WWE entlassen und tritt wieder im unabhängigen Bereich auf. Anfang März 2017 kehrte er wieder zu NXT zurück.

## Sonstiges
Chris Spradlin bildete in der CZW Academy (der heutigen CZW Pro Wrestling School, die aus der in New Jersey beheimateten „Combat Zone Pro Wrestling School“ hervorgegangen ist) in Philadelphia (Pennsylvania) andere Wrestler aus. So wurde unter anderem das IWA-Valet Mickie Knuckles von ihm ausgebildet.

## Erfolge
- Alternative Championship Wrestling

- 1× ACW Heavyweight Champion

- Combat Zone Wrestling

- 1× CZW Iron Man Champion
- 1× CZW World Heavyweight Champion
- 2× CZW World Tag Team Champion (mit Claudio Castagnoli)

- CHIKARA Pro Wrestling

- 1× CHIKARA Campeonatos de Parejas Champion (mit Claudio Castangoli)

- Garage Professional Wrestling

- 1× GPW Heavyweight Champion

- Hard Core Wrestling

- 1× HCW Tag Team Champion (1 mit Danny Blackheart)

- Impact Championship Wrestling

- 1× ICW Heavyweight Champion

- Independent Wrestling Association East-Coast

- 1× IWA East-Coast Heavyweight Champion

- Independent Wrestling Association Mid-South

- 4× IWA Mid-South Heavyweight Champion
- IWA Mid-South Sweet Science 16 (2000)
- IWA Mid-South Strong Style (2005)

- National Wrestling Alliance West Virginia

- 1× NWA WV/OH Junior Heavyweight Champion

- Pro Wrestling Guerrilla

- 1× PWG World Champion

- Ring of Honor

- 1× ROH World Tag Team Champion (mit Claudio Castagnoli)
- Survival of the Fittest (2007)
- 1× World Intergender Tag Team Champion (mit Sara Del Rey)

- Unified Championship Wrestling

- 1× UCW Television Champion

- Violent Championship Wrestling

- 2× VCW Tag Team Champion
- 2× VCW Triple Threat Champion

- westside Xtreme wrestling

- 1× wXw World Heavyweight Champion
- 2× wXw 16 Carat Gold Tournament Gewinner (2007 und 2014)
- 1× wXw Tag Team Champion (mit Marc Roudin)